# Gagelstrauchbestand bei Vorhop
Der Gagelstrauchbestand bei Vorhop ist ein Naturschutzgebiet in der niedersächsischen Stadt Wittingen im Landkreis Gifhorn.

## Allgemeines
Das Naturschutzgebiet mit dem Kennzeichen NSG BR 021 ist circa 21,5 Hektar groß. Das Gebiet steht seit dem 2. Juni 1980 unter Naturschutz. Zuständige untere Naturschutzbehörde ist der Landkreis Gifhorn.

## Beschreibung
Das Naturschutzgebiet liegt in etwa zwischen Gifhorn und Wittingen am Elbe-Seitenkanal. Es stellt eine überwiegend abgetorfte und teilweise kultivierte Restfläche eines ehemaligen Hochmoores unter Schutz, in dessen westlichen Bereich sich ein größerer Bestand von Gagelgebüsch auf einem nicht abgetorften Bereich des ehemaligen Moores befindet. In der Krautschicht ist hauptsächlich Blaues Pfeifengras zu finden. Südlich und östlich schließt sich auf abgetorften Bereichen eine in das Naturschutzgebiet einbezogene, intensiv genutzte Feuchtwiese sowie ein überwiegend von Moorbirken gebildeter Moorwald mit Pfeifengrasbeständen an.
Das Gebiet entwässert über Kielhorster Graben und Riet zur Ise, einem Nebenfluss der Aller. Jenseits des Elbe-Seitenkanals erstreckt sich das Große Moor bei Gifhorn.